# Staatliche Kommission für Preise und für die Kontrolle des Energiemarktes
Die Staatliche Kommission für Preise und für die Kontrolle des Energiemarktes (lit. Valstybinė kainų ir energetikos kontrolės komisija, VKEKK) ist eine Institution in Litauen zur Regulierung der Preise im Energiebereich sowie des Energiemarktes allgemein. Sie ist von der Regierung eingesetzt, von ihr aber weisungsunabhängig. Konkret legt die VKEKK nach vorgegebenen Berechnungsmethoden die Preisobergrenzen für Anbieter von Strom, Gas, Fernwärme und Wasser fest. Darüber hinaus soll sie über die Vergabe und Erneuerung von Lizenzen für die Gewährleistung einer stabilen, qualitätsvollen und umweltgerechten Versorgung sorgen. Mit der zunehmenden Marktöffnung tritt die VKEKK nicht nur als Preiskontrolleur, sondern auch als Schlichtungsstelle der Wettbewerber auf (etwa in der Frage der Nutzung von Leitungsnetzen).

## Geschichte
Bereits 1995 wurde gemäß der Vorgabe des Energiegesetzes eine erste Preiskommission von Sachverständigen als Beratungsgremium für die Regierung installiert. Bald wurde erkannt, dass es einer ständigen Behörde mit hauptamtlichen Mitarbeitern bedürfe. Diese wurde im Februar 1997 eingerichtet und im Sommer desselben Jahres mit der Verabschiedung des neuen Energiegesetzes aus der Regierung gelöst. Nunmehr legte die Kommission nach Vorlage der Berechnung der (damals noch) Versorgungs-Monopolisten die Preise in Absprache fest.
Ab November 1998 konnte die Kommission Preisobergrenzen festlegen, zunächst für die Fernwärme- und die Wasserversorgung sowie für den öffentlichen Überlandverkehr. Zugleich erhielt die Kommission ihren heutigen Namen VKEKK. Seit 2001/2002 wurde ihr die Preisobergrenzenfestlegung im Rahmen der EU-Beitrittsvorbereitungen auch für den Strom- und den Gaspreis zugestanden, verbunden mit der Vergabe von Lizenzen für die Marktteilnehmer. 2003 folgte die Fernwärme, ein Jahr später die (Ab)Wasserversorgung.

## Vorsitzende
- Vidmantas Jankauskas
- Virgilijus Poderys (seit 2007).

## Weblink
- Homepage der VKEKK (englisch, litauisch)